# Sergio Barcia Laranxeira
Sergio Barcia Laranxeira (nascut el 31 de desembre de 2000) és un futbolista professional gallec que juga com a defensa central a la UD Las Palmas, cedit pel Legia Varsòvia de la Lliga polonesa de futbol.

## Carrera de club
Barcia va néixer a Vigo, Galícia, i es va incorporar a la formació juvenil del RC Celta de Vigo el 2010, als nou anys, des del Club Colegio Hogar. El 23 d'agost de 2019, després d'acabar la seva formació, va ser cedit per la temporada a l'Ourense CF de Tercera Divisió.
Barcia va debutar a la categoria sènior l'1 de setembre de 2019, jugant 31 minuts en una derrota per 2-0 a casa contra el Deportivo Fabril. Va ser titular habitual durant la campanya, i va participar en 26 partits, en una temporada en què el seu equip va perdre l'ascens als play-offs.
El 31 d'agost de 2020, Barcia va signar un contracte de tres anys amb el Granada CF i va ser destinat inicialment al filial de Segona Divisió B. Va debutar amb el seu primer equip –i a la Lliga– el 8 de novembre, començant com a titular en una derrota a domicili per 2-0 contra la Reial Societat, mentre el seu equip estava molt afectat per la pandèmia de la COVID-19.
El 18 de juliol de 2022, Barcia va tornar al Celta i va ser destinat al filial de Primera Federació. El 4 de juliol de 2023, va signar un contracte de dos anys amb el CD Mirandés de Segona Divisió.
L'11 de juliol de 2024, Barcia va fitxar pel club polonès Legia Varsòvia de l'Ekstraklasa amb un contracte permanent, signant un contracte de tres anys. Aproximadament un any després, després de ser utilitzat poques vegades, va tornar al seu país d'origen després d'acceptar una cessió d'un any amb la UD Las Palmas de la segona divisió.